# Hegyi Barbara
Hegyi Barbara (Budapest, 1966. január 16. –) Jászai Mari-díjas magyar színművésznő, a Vígszínház tagja.

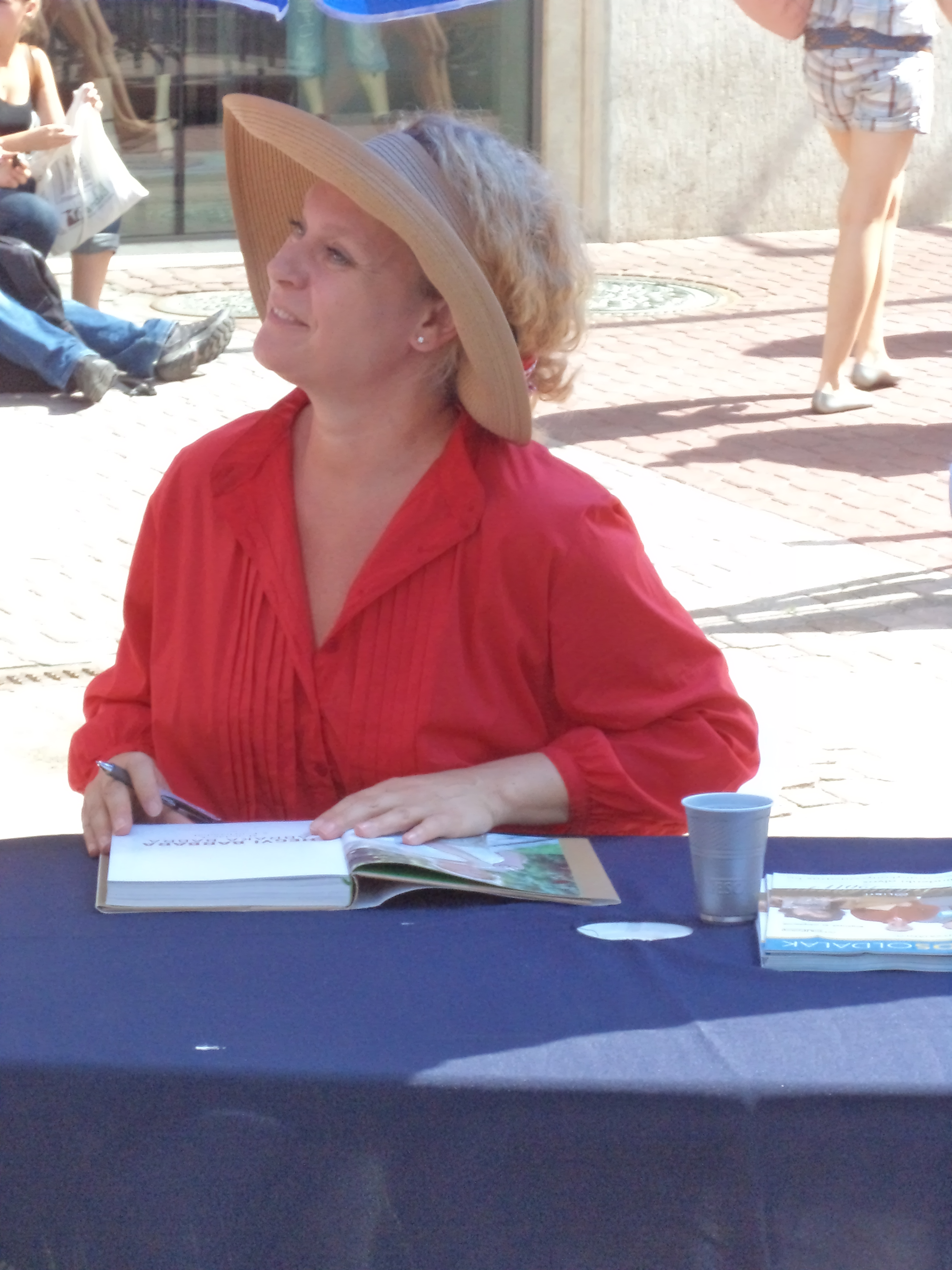
Hegyi Barbara a 2012-es Ünnepi Könyvhéten

## Életpályája
Szülei Hegyi Barnabás operatőr és Martin Éva díszletépítész. Három hónapos korában elveszítette az apját. 1979-ben állt először kamerák előtt Mészáros Márta Útközben című filmjében. 1989-ben végzett a Színház- és Filmművészeti Főiskolán. 1989-től 1996-ig a József Attila Színház tagja volt. 1992-ben három hónapig Los Angelesben a Lee Strasberg nevű színiiskolában tanult. 1996-tól a Vígszínház társulatát erősíti.

## Színházi szerepeiből
- 1987 – Boccaccio; Koldusopera; Felejtsétek el Herosztratoszt!
- 1988 – Me and my girl; Rab Ráby; Betlehem; Majális
- 1989 – Villa Negra; Még ma; Macska a síneken
- 1990 – A hős tenor; Botrány az Ingeborg koncerten
- 1990 – Sok hűhó semmiért; Naftalin
- 1991 – Csao Bambino; Mesék az írógépről; A Gyurkovics lányok; Ifjúság édes madara
- 1992 – Úrhatnám polgár; Diákszerelem; A Pál utcai fiúk; Rokonok
- 1993 – Gypsy
- 1994 – Olympia; Mandragóra; Én és a kisöcsém; Mefisztó
- 1995 – Színház; A kölyök; Csupa balláb
- 1996 – Platonov; Kabaré; Mesterkurzus
- 1997 – Sógornők; Csongor és Tünde; Vízkereszt, vagy amit akartok
- 1999 – Itt, ott, amott; Sok hűhó semmiért
- 2000 – Macska a forró tetőn; Szerep, nem szerep (önálló est)
- 2001 – Én és a kisöcsém és a többiek; Bölcs Náthán; Boldog születésnapot!; Makrancos Kata
- 2002 – Elsötétítés; Nyaralók
- 2003 – Spencer; Egy csók és más semmi
- 2004 – Szerelem, ó!
- 2005 – A három testőr
- 2007 – Amphytrion; Körmagyar
- 2008 – Figaro házassága; Katharina Blum elvesztett tisztessége
- 2009 – A nő vágya; Romlás
- 2010 – Mindent anyámról
- 2011 – Lenni vagy nem lenni
- 2012 – Black Comedy
- 2013 – Danton halála
- 2014 – Lumpáciusz Vagabundusz; Happy Ending; Az ünnep; Fátyol nélkül
- 2015 – Össztánc
- Az ajtó – Emerenc (Spirit Színház, r. Czeizel Gábor)
- Szentivánéji szexkomédia – Adrien (Pesti Színház, r. Alekszandr Bargman)
- Naptárlányok – (Pesti Magyar Színház, r. Tallós Rita)
- Háború és béke – Rosztova grófné (Vígszínház, r. Alekszandr Bargman)
- Játszd újra, Sam! – Linda Christie (Pesti Színház, r. Valló Péter)
- Képzelt beteg – Béline, Argan második felesége (Pesti Színház, r. Rusznyák Gábor)
- Tévedések vígjátéka – Adriana (Vígszínház, r. Eszenyi Enikő)
- Mikve – Chedva (Pesti Színház, r. Michal Dočekal)
- Túl a Maszat-hegyen – Babaarcú Démon; Szeplőtlen Szilvia (Pesti Színház, r. Néder Panni)
- Sógornők – Lisette de Couval (Pesti Színház, r. Hegedűs D. Géza)
- Óz, a csodák csodája – Emmy néni/Glinda (Vígszínház, r. Marton László)
- Bűn és bűnhődés – Anya (Vígszínház, r. Michal Dočekal)
- Ölelj át! – Jennie Malone (Spirit Színház, r. Czeizel Gábor)
- Egy egyszerű szemöldökráncolás – stílusgyakorlat – Renée, rendező (Spirit Színház,r. Czeizel Gábor)
- Veszedelmes viszonyok – társasjáték: Merteuil márkiné (Spirit Színház, r. Jantyik Csaba)
- Bíborsziget – Ligyija Djumálna / Lady Lowfat (Pesti Színház, r. Hegedűs D. Géza)
- John Gabriel Borkman – Gunhild Borkman (Pesti Színház, r. Valló Péter )
- Szexpedíció – Alice (Spirit Színház, r. Bányai Gábor)
- Öröm és boldogság – Zita (Spirit Színház, r. Czeizel Gábor)
- Különterem (avagy vágytól asztalig) – Mariette (r.Tallós Rita)
- A londoni lakosztály – Sharon Semple az anya, valamint Anne Ferris mint feleség (Spirit Színház, r. Jantyik Csaba)
- Textúra 2019 – Rudzs-ahau és Ipepi sztéléje (Szépművészeti Múzeum, író. Durica Katarina, r. Valló Péter)
- A lányom pasiját szeretem – Abigail (Spirit színház, r. Szitás Barbara)
- Nyitott házasság – Antonia (Spirit színház, r. Szitás Barabara)
- A doktor úr – Marosiné (Vígszínház, r. Zsótér Sándor)
- Nyitott házasság – Antonia (Spirit Színház, r. Szitás Barbara)
- Az öreg hölgy látogatása – Claire Zachanassian p (Vígszínház, r. Rudolf Péter)
- A kő – Mieze (Pesti Színház, r. Michal Dočekal)

## Filmszerepei
| - Hány az óra, Vekker úr? (1985) - Hol volt, hol nem volt (1987) - Napló szerelmeimnek (1987) - Vadon (1988) - A halálraítélt (1989) - Napló apámnak, anyámnak (1990) - A gólyák mindig visszatérnek (1993) - A magzat (1993) - Vigyázók (1993) - Az álommenedzser (1994) - Elektra mindörökké (1995) - Szökés (1997) - Kisvilma – Az utolsó napló (1999) - Kémjátszma (2001) - Magyar vándor (2004) - De kik azok a Lumnitzer nővérek? (2005) | - T.I.R. (1986) - A fekete kolostor (1986) - Linda (1986) - Elveszett paradicsom (1987) - Holnapra a világ (1990) - Angyalbőrben (1991) - A templomos lovagok kincse (1992) - Kutyakomédiák (1992) - Privát kopó (1993) - Kisváros (1994) - Herczeg Ferenc: A 3. testőr (1995) - Szerencsi, fel! (1997) - Életképek (2004–2009) - Hacktion: Újratöltve (2013) - 200 első randi (2019) - A hentes (2021) - Marsra magyar! (2023) - Hazatalálsz (2024) |

## Sorozatbeli szinkronszerepek
Sorozat – Szerep – Színésznő
- Dallas – April Stevens Ewing – Sheree J. Wilson
- Twin Peaks – Donna Hayward – Lara Flynn Boyle
- Dinasztia (televíziós sorozat) – Millie "Dominique" Cox Deveraux Lloyd – Diahann Carroll
- Kertváros (televíziós sorozat) – George Grace – Meg Tilly
- Kórház a pálmák alatt – Julianna – Julia Kent
- Pusszantlak, Drágám! – Edina 'Eddy' Monsoon – Jennifer Saunders
- Indaba Caroline – Juliet Newell
- Nancy Drew Bess Marvin – Jhene Erwin
- Medicopter 117 – Légimentők – Dr. Gabrielle Kollmann – Anja Freese
- Titánok – Laurie Williams – Josie Davis
- V.I.P. – Több, mint testőr – Vallery Irons – Pamela Anderson
- Kémcsajok – Cassie McBain – Natasha Henstridge
- Született feleségek – Susan Mayer – Teri Hatcher
- Született detektívek – Jane Rizzoli nyomozó – Angie Harmon

### Filmszinkron szerepek
| Cím                | Szerep            | Színész       |
| ------------------ | ----------------- | ------------- |
| Kedvencek temetője | Rachel Creed      | Denise Crosby |
| Halálos fegyver 2. | Rika Van Den Haas | Patsy Kensit  |

## Könyvei
- Abraka babra (2011)
- Alkalomadtán (2014)

## Díjai, elismerései
- Jászai Mari-díj (2000)
- Varsányi Irén-emlékgyűrű (2001)
- A Magyar Köztársasági Érdemrend lovagkeresztje (2005)
- Ajtay Andor-emlékdíj (2010, 2021)[8]
- Ruttkai Éva-emlékgyűrű (2010)
- Libri Aranykönyv az Abraka babra című könyvért[9] (2012)
- Smeraldina-díj – A legjobb női epizódalakítás a Vidor Fesztiválon (2017)
- Psota Irén-díj (2017)
- Páger Antal-színészdíj (2019)[10]
- Harsányi Zsolt-emlékdíj (2025)[11]